# Young at Heart (film, 1987)
Pour les articles homonymes, voir Young at Heart.

Young at Heart est un film documentaire américain produit par Pamela Conn et Sue Marx et sorti en 1987.
Il a remporté l'Oscar du meilleur court métrage documentaire en 1988.

## Synopsis
Le film raconte la vie d'un vieux couple d'artistes habitant dans la banlieue de Détroit et veufs tous les deux. Louis (père de la réalisatrice Sue) parle de la lutte contre la maladie d'Alzheimer de son ex-femme, et Reva parle de la mort de deux fils décédés quelques années après la mort de son mari.

## Fiche technique
- Réalisation, production : Pamela Conn, Sue Marx
- Photographie : Tom Campau
- Durée : 29 minutes
- Date de sortie : 1987

## Distribution
- Louis Gothelf  (lui-même)
- Reva Shwayder-Gothelf (elle-même)

## Distinctions
- 1988 : Oscar du meilleur court métrage documentaire